# Les Cases de Fusta
Les Cases de Fusta és un conjunt de dues cases modernes, de fusta, del terme municipal de Castellcir, al Moianès.
Estan situades al nord-nord-oest del nucli principal de Castellcir, el Carrer de l'Amargura, a ponent del Camí de Collsuspina, al sud-oest de La Talladella i de la Penyora, al nord-oest del Prat.
Es construïren a prop del lloc on hi havia hagut la barraca del Bartomeu, ja desapareguda.